# Засульська Наталія Борисівна
Засульська Наталія Борисівна (28 травня 1969) — російська баскетболістка.
Учасниця Олімпійських Ігор 1988, 1992, 2000 років.
Олімпійська чемпіонка 1992 року.
Бронзова призерка Олімпійських ігор 1988 року.